# 消防官物語・風に立て
『消防官物語・風に立て』（しょうぼうかんものがたり かぜにたて）は、1981年10月28日から1982年3月24日まで、TBS系（信越放送、北陸放送、熊本放送を除く）で放送されたテレビドラマである。放送時間は、毎週水曜19:30 - 20:00（JST）。全20話。

## 内容
消防訓練学校に入学した若者たちの成長を描く青春根性ドラマ。
TBSプロデューサーの土井利泰にとって、本作は今、若者たちに問いかけたいこととしてどうしても作っておきたいドラマだったという。そして、企画書に以下のような文言を込めて企画意図としている。
出演者の水谷大輔や清水由貴子たちは、クランクイン前に東京消防庁消防学校で、一週間の体験入寮生活を送っている。また、消防士を演じることに対する責任感を持たせるために、役名は芸名とほぼ同じとなっている。
しかし、視聴率は第1回の放送が8%、以後も7%、6%と低迷を続け、2カ月放送が終わったところで打ち切りが決定、26話予定だったものが20話に短縮された。土井はこれについて「裏番組の『うる星やつら』に大きく敗れた」と述べている。
衛星波の再放送、動画配信サイトの再配信、映像ソフトの発売は2022年12月現在行っていない。

## キャスト
- 水島大介（男子訓練生徒・五班）：水谷大輔
- 原 由貴子（女子訓練生徒・一班）：清水由貴子

男子訓練生徒（第五五一期）
- 広松 一（五班）：広松肇
- 津田 武（五班）：津田和彦
- 石垣敬造（五班）：石垣恵三郎

- 大和国夫（六班・場長）：八舟国生
- 三木良介（六班）：美木良介
- 山川 研（六班）：光石研
- 菅原秀男（六班）：菅秀樹

女子訓練生徒（婦人第十三期）
- 吉井広子（一班）：好井ひとみ
- 相川初枝（一班）：愛川まりも
- 飯田和美（一班）：飯田裕美

- 谷村佐代子（二班・場長）：萩原佐代子
- 清水めぐみ（二班）：清水恵子
- 木下陽子（二班）：石塚陽子
- 星野良子（二班）：星良子
- 古屋田ゆみ子（二班）：古川ゆみ子

訓練校スタッフ
- 桜 友江（教官）：マッハ文朱
- 大西 修（教官）：村嶋修
- 仁科（教官）：井上高志
- たき（食堂のおばさん）：加藤土代子

## スタッフ
- プロデューサー：黒田正司 （東宝）、新江幸生 （東宝）、土井利泰（TBS）
- 製作担当者：大出凱理
- 原案：上條逸雄
- 音楽：久石譲

## 放送リスト
| 話数 | 放映日          | サブタイトル       | 脚本     | 監督       |
| ---- | --------------- | ------------------ | -------- | ---------- |
| 1    | 1981年 10月28日 | 規律って何んだ…    | 上條逸雄 | 土屋統吾郎 |
| 2    | 11月4日         | 協力って何んだ     | 上條逸雄 | 土屋統吾郎 |
| 3    | 11月11日        | 自由って何んだ     | 加瀬高之 | 日高武治   |
| 4    | 11月18日        | 奉仕って何んだ     | 加瀬高之 | 日高武治   |
| 5    | 12月2日         | 暴力って何んだ…    | 上條逸雄 | 日高武治   |
| 6    | 12月9日         | 責任って何んだ     | 上條逸雄 | 土屋統吾郎 |
| 7    | 12月23日        | ふれあいって何んだ | 上條逸雄 | 土屋統吾郎 |
| 8    | 12月30日        | 家族って何んだ     | 上條逸雄 | 日高武治   |
| 9    | 1982年 1月6日   | 制服って何んだ     | 加瀬高之 | 日高武治   |
| 10   | 1月13日         | 結婚って何んだ     | 加瀬高之 | 日高武治   |
| 11   | 1月20日         | 友情って何んだ…    | 加瀬高之 | 土屋統吾郎 |
| 12   | 1月27日         | 健康って何んだ     | 上條逸雄 | 土屋統吾郎 |
| 13   | 2月3日          | 仲間って何んだ     | 加瀬高之 | 土屋統吾郎 |
| 14   | 2月10日         | 肉親って何んだ     | 上條逸雄 | 土屋統吾郎 |
| 15   | 2月17日         | 先輩って何んだ     | 加瀬高之 | 日高武治   |
| 16   | 2月24日         | 階級って何んだ     | 上條逸雄 | 日高武治   |
| 17   | 3月3日          | 体験って何んだ     | 加瀬高之 | 日高武治   |
| 18   | 3月10日         | 苦しみって何んだ   | 上條逸雄 | 土屋統吾郎 |
| 19   | 3月17日         | 試験って何んだ     | 加瀬高之 | 土屋統吾郎 |
| 20   | 3月24日         | 卒業って何んだ     | 上條逸雄 | 土屋統吾郎 |

全て「○○って何んだ」という形式のタイトルとなっている。